# Torrens (jezioro)
Torrens (ang. Lake Torrens) – płytkie, bezodpływowe, słone jezioro o powierzchni 5776 km² położone w Australii Południowej, 345 km na północny zachód od Adelaide. Przez większą część roku stanowi błotnisty teren, który napełnia się tylko po ulewnych deszczach. W porze letniej na znacznej powierzchni wysycha.  Ma ok. 240 km długości i ok. 65 km szerokości. Jest największym jeziorem Australii po jeziorze Eyre.
Jezioro odkrył w 1839 Edward John Eyre. Nazwane na cześć pułkownika Roberta Torrensa, który w 1832 r. zawiązał w Londynie Towarzystwo Ziemskie Australii Południowej dla filantropijnej kolonizacji.